# Świadkowie Jehowy w Albanii

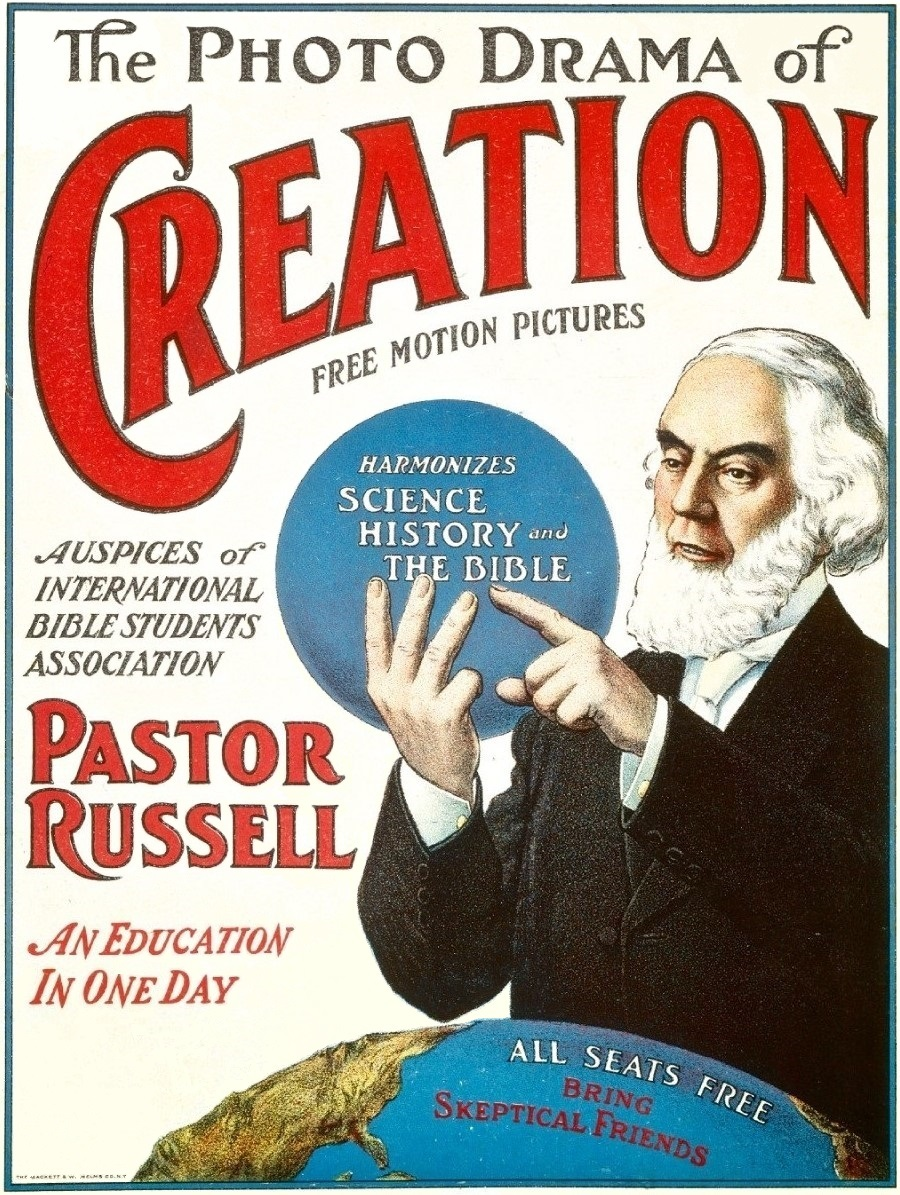
W 1927 roku rozpoczęto wyświetlanie Fotodramy stworzenia na terenie Albanii

Świadkowie Jehowy w Albanii – społeczność wyznaniowa  w Albanii, należąca do ogólnoświatowej wspólnoty Świadków Jehowy, licząca w 2023 roku 5461 głosicieli, należących do 83 zborów. Na dorocznej uroczystości Wieczerzy Pańskiej w 2023 roku zgromadziły się 10 644 osoby. Działalność miejscowych oraz kosowskich głosicieli koordynuje Biuro Oddziału w Mëzez k. Tirany.

## Historia

### Początki
Na początku drugiej dekady XX wieku dwóch albańskich emigrantów, Thanas (Nasho) Idrizi i Costa Mitchell, przyjęło nauki Badaczy Pisma Świętego i zostało ochrzczonych. Costa Mitchell prowadził działalność wśród Albańczyków w Bostonie, natomiast Nasho Idrizi jako pierwszy Albańczyk w 1922 roku powrócił ze Stanów Zjednoczonych do miasta Gjirokastra, aby prowadzić działalność kaznodziejską w Albanii. Wkrótce pojawili się pierwsi zainteresowani. Do Albanii powrócił również Sokrat Duli, ochrzczony w Stanach Zjednoczonych, który wiedzą biblijną dzielił się ze swoim bratem Thanasem (Athanem Doulisem). W połowie lat 20. powrócił również Spiro Vruho.
W 1924 roku do nadzorowania działalności w Albanii wyznaczono rumuńskie Biuro Oddziału. W języku albańskim wydano książkę Harfa Boża oraz broszury Pożądany rząd i Ucisk świata – dlaczego?, które szybko rozeszły się wśród Albańczyków. W roku 1925 w kraju działalność prowadziły 3 niewielkie zbory. W roku 1926 w kraju działało około 15 głosicieli, a w Stanach Zjednoczonych około 30 albańskich głosicieli. W 1927 roku w Albanii na uroczystości Wieczerzy Pańskiej (Pamiątce) zebrało się 27 osób. W tym czasie Albańczycy głosiciele w Stanach Zjednoczonych na ogół należeli do zborów angielsko- lub greckojęzycznych, jednak niedzielne zebrania organizowali w języku ojczystym. W latach 20. i 30. XX wieku uczestniczyli w konwencjach przedstawianych w języku greckim, jednak mieli osobne plakietki z napisem: „Trzydniowa konwencja albańskich Badaczy Pisma Świętego”. Później w Bostonie około 60 osób wysłuchiwało niedzielnych wykładów publicznych w języku albańskim.
W 1928 roku przyjechali ze Stanów Zjednoczonych Lazar Nasso, Petro Stavro i dwaj inni głosiciele, którzy rozpoczęli wyświetlanie filmu Fotodrama stworzenia. W tym samym roku w Bostonie wydano w języku albańskim śpiewnik Pieśni na chwałę Jehowy, a później także kolejne broszury.
Od roku 1930 nadzór nad działalnością w Albanii przejęło greckie Biuro Oddziału, co trwało do roku 1993. W 1932 roku z Grecji przyjechał nadzorca podróżujący, który udzielił albańskim głosicielom wielu zachęt oraz umocnił ich. W latach 30. XX wieku działalność Świadków Jehowy (przyjęcie nowej nazwy w 1931 roku) w Albanii nadzorował Mihal Sveci.
Przez pewien czas władze Albanii konfiskowały sporo publikacji biblijnych. Jednak w 1934 roku Ministerstwo Sprawiedliwości wydało rozporządzenie rozesłane do wszystkich prefektur, w którym informowało, że literatura Świadków Jehowy może być legalnie rozpowszechniana. Zwrócono też wszystkie książki i broszury wcześniej skonfiskowane. Siedmiu głosicieli, korzystając z wynajętego samochodu, rozpowszechniało książki w odległych miastach. Dzięki temu w latach 1935 i 1936 rozpowszechniono ponad 6500 publikacji biblijnych.
Pod koniec lat 30. XX wieku Nasho Idrizi w centrach miast odtwarzał gramofonowe wykłady biblijne Josepha F. Rutherforda w języku angielskim, a następnie sam je tłumaczył na język albański. Zebrania przeprowadzano w języku albańskim, korzystając ze „Strażnicy” w języku greckim, francuskim lub włoskim. Każdy z uczestników zebrania sam sobie tłumaczył omawiany materiał. Podobnie zbór albański w Bostonie korzystał z greckiego wydania „Strażnicy”.
Gdy w roku 1938 do Bostonu przyjechały dwie siostry króla Albanii Zogu I, rodzeństwo Świadków Jehowy z albańskiego zboru w Bostonie, Nicholas i Lina Christo, złożyło im wizytę w hotelu i zostali życzliwie przyjęci. Wśród osób towarzyszących księżnym był również albański ambasador w Stanach Zjednoczonych, Faik Konica. Poinformowano księżne o działalności Świadków Jehowy w Albanii oraz poproszono, by księżne użyły swych wpływów, aby umożliwić albańskim Świadkom Jehowy działalność bez przeszkód. Jak się okazało podczas rozmowy, ambasador Konica był zaznajomiony z wierzeniami Świadków Jehowy i im przychylny.

### Okres II wojny światowej
W roku 1939 Albania została zajęta przez włoskich faszystów. Zarówno działalność kaznodziejska prowadzona przez Świadków Jehowy, jak również rozpowszechnianie literatury biblijnej, zostały obłożone zakazem. Latem skonfiskowano 15 tysięcy publikacji biblijnych. 6 sierpnia 1940 roku w miejscowości Këlcyra faszyści aresztowali dziewięciu głosicieli. Później przeniesiono ich do więzienia w Tiranie, gdzie przez osiem miesięcy byli przetrzymywani bez procesu. Następnie zostali skazani na kary od dziesięciu miesięcy do dwóch i pół roku pozbawienia wolności. Mimo to w roku 1940 zanotowano 50 głosicieli.
W trakcie II wojny światowej albańscy Świadkowie Jehowy zachowywali neutralność, co wiązało się również z odmową podejmowania służby wojskowej i groziło rozstrzelaniem bez sądu. Do końca wojny 15 głosicieli trafiło do więzień. Dwóch z nich wywieziono do obozów koncentracyjnych, gdzie jednego zakatowano na śmierć. Jak się okazuje, w tym samym czasie niektórych Świadków Jehowy w Stanach Zjednoczonych aresztowano za odmowę walki przeciw państwom Osi.
Pod koniec wojny w Albanii w trakcie działań wojennych zniszczono magazyn celny, w którym zgromadzono skonfiskowaną Świadkom Jehowy literaturę biblijną, co umożliwiło odzyskanie części publikacji. W 1944 roku, gdy wojska niemieckie już się wycofały, zwrócono się do rządu tymczasowego o pozwolenie na dodrukowanie broszur, które nie zostało jednak przyznane.

### Represje komunistyczne
Po proklamowaniu Albańskiej Republiki Ludowej Świadkom Jehowy skonfiskowano publikacje biblijne oraz odebrano pozostałe niewielkie zapasy papieru i kilka ostatnich maszyn do pisania. Wszelkie próby uzyskania zgody na publikowanie literatury spotykały się z odmową i groźbami. W roku 1946 udział w wyborach stał się obowiązkiem, a każdy, kto się uchylał, był traktowany jak wróg publiczny. Zakazano urządzania zebrań, a działalność kaznodziejska została uznana za poważne przestępstwo. W roku 1947 w Tiranie aresztowano grupę 15 głosicieli biorących udział w kampanii kaznodziejskiej. Aresztantom podarto Biblie i się nad nimi znęcano. Wypuszczono ich na wolność, lecz zabroniono opuszczać miejsce zamieszkania bez zgody milicji.
Po tym zdarzeniu bostońscy Świadkowie Jehowy, podczas pobytu w mieście albańskiej delegacji do Organizacji Narodów Zjednoczonych, w hotelu spotkali się z przewodniczącym Hysni Kapo, który życzliwie przyjął delegację i bez uprzedzeń wysłuchał petycji. Następnie 22 marca 1947 roku wysłano uprzejmy dwustronicowy list, przedstawiający sytuację Świadków Jehowy w Albanii, do Envera Hodży, w którym wyjaśniono postawę Świadków Jehowy. Jednak mimo tego listu trudności jeszcze się nasiliły.
Neutralna postawa Świadków Jehowy ściągała na nich coraz surowsze represje. W roku 1948, w czasie obchodów Wieczerzy Pańskiej, w małej miejscowości milicja brutalnie przez kilka godzin pobiła sześcioro zgromadzonych. Po kilku tygodniach aresztowano Świadka wygłaszającego w dniu Pamiątki okolicznościowy wykład i znęcano się nad nim. Wobec Sotira Ceqi z Tirany, dwukrotnie przyłapanego podczas działalności kaznodziejskiej, dopuszczano się tortur, m.in. wielokrotnie rażąc go prądem. W podobny sposób znęcano się też nad innymi. W okresie tym panujące warunki utrudniały komunikowanie się głosicieli, co utrudnia dokładną ocenę sytuacji Świadków Jehowy. Jednak mimo tych represji w roku 1949 w działalności kaznodziejskiej uczestniczyło 71 osób. W tym czasie 20 głosicieli przebywało w więzieniach, niektórzy skazani na pięć lat.
W latach 50. XX wieku Albania zaczęła odcinać się od świata. Świadkowie Jehowy w tym kraju zostali odizolowani od zagranicznych współwyznawców. Jednak dwóm głosicielom udało się wysłać do Szwajcarii kilka listów i pocztówek, a także otrzymać zakodowane odpowiedzi w języku francuskim lub włoskim. W roku 1957 osiągnięto najwyższą liczbę głosicieli – 75 osób. Podejmowano też próby wydawania publikacji biblijnych przemyconych do Albanii i tłumaczonych z języka greckiego, które następnie przekazywano do kilku miast. Niektórzy za odmowę przyjęcia książeczki wojskowej trafili na kilka miesięcy do więzienia.
Pod koniec lutego 1961 roku po długich staraniach do Albanii przyjechał John Marks, albański emigrant mieszkający w Stanach Zjednoczonych. W Albanii przebywał do końca marca. W tym czasie w Tiranie spotkał się z 30 głosicielami, zostawiając im przemycone publikacje biblijne oraz udzielając wielu zachęt. Zapoznał się z trudną sytuacją Świadków Jehowy w Albanii, z których wielu straciło pracę i zostało internowanych. Były to pierwsze odwiedziny z zagranicy od 24 lat. 30 marca, w dniu Wieczerzy Pańskiej, w Tiranie wygłosił okolicznościowy wykład do grupy 37 osób, a po uroczystości szybko udał się do portu w Durrës, z którego opuścił Albanię na pokładzie tureckiego statku handlowego. W trakcie wizyty Johna Marksa w kraju działało 60 głosicieli w pięciu głównych miastach oraz kilku na terenach wiejskich. Nadzorcą podróżującym został Spiro Vruho, który wieczorami odwiedzał zbory i wygłaszał wykłady.
Wkrótce jednak wielu odpowiedzialnych za prowadzenie działalności w Albanii, w tym Luçi Xheka, Mihal Sveci i Leonidha Pope, wyznaczonych do nadzorowania zboru w Tiranie i Komitetu Kraju, zostało internowanych i zesłanych do obozów pracy. W sierpniu 1964 roku zebrania przestały się odbywać, a głosiciele byli systematycznie inwigilowani przez agentów Sigurimi, przez co nie mogli utrzymywać kontaktów ze sobą.
W roku 1967 władze ogłosiły Albanię pierwszym na świecie państwem całkowicie ateistycznym. Niektórzy duchowni wszystkich wyznań zostali uwięzieni, inni całkowicie zrezygnowali ze swoich funkcji, a nieliczne obiekty sakralne zamieniono na muzea. Działalność głoszenia czy uczestniczenie w zebraniach stały się prawie niemożliwe. W latach 60. zmarło też sporo Świadków Jehowy. W tych warunkach pozostali w Albanii nieliczni i rozproszeni Świadkowie Jehowy. Gole Flloko mimo podeszłego wieku prowadził działalność nieoficjalną w parkach i wśród znajomych aż do śmierci. Spiro Vruho został zamordowany przez rodzinę, która upozorowała jego samobójstwo, obawiając się pozbawienia racji żywnościowych i represji, jakie mogły spaść na całą rodzinę z powodu jego odmowy udziału w wyborach. Kosta Dabe, albański emigrant, by powrócić do kraju i dzielić się swoimi wierzeniami z rodziną, w urzędzie granicznym pozostawił swój amerykański paszport i przekroczył granicę Albanii.
W latach 70. XX wieku Albanię odwiedziło kilku Świadków Jehowy, którzy przybyli z Austrii, z Niemiec, ze Szwajcarii, ze Szwecji i ze Stanów Zjednoczonych jako turyści. W tym czasie w Tiranie nie urządzano zebrań zborowych. Z wiadomości przekazanej przez Kosta Dabe wynika, że w 1976 roku uroczystość Wieczerzy Pańskiej obchodziło w Albanii co najmniej 13 osób w 4 miastach. Liczba głosicieli w Albanii zmalała, gdyż większość z nich już zmarła. W 1986 roku Albanię odwiedziła Helen Marks, wdowa po Johnie Marksie. Dowiedziała się o 9 Świadkach Jehowy rozproszonych w Albanii. W roku 1987 Biura Oddziału w Austrii i Grecji wspólnie podejmowały wysiłki, by wysłać inne osoby do Albanii. Dzięki temu w 1988 roku udało się dostarczyć niewielką ilość publikacji biblijnych do kraju.

### Legalizacja i rozwój działalności
W 1989 roku zaczęła zmieniać się sytuacja polityczna w Albanii. Helen Marks odwiedziła kraj jeszcze dwukrotnie, w roku 1989 i 1991, przekazując informacje i wskazówki albańskim Świadkom Jehowy. Gdy w czerwcu 1991 roku zniesiono surowy zakaz udziału w praktykach religijnych, wznowiono organizowanie zebrań. Z grupy osób, które zostały ochrzczone przed zakazem lub w jego trakcie, pozostało 9 osób. Vasil Gjoka, ochrzczony w roku 1960, pojechał do Biura Oddziału w Grecji, gdzie otrzymał wskazówki, jak zorganizować działalność ewangelizacyjną oraz urządzać zebrania. Zaczęła się ukazywać „Strażnica” w języku albańskim. W październiku 1991 roku i w lutym 1992 roku dwóch głosicieli z Grecji przywiozło do Tirany i Beratu literaturę biblijną. W Beracie, choć nie było wtedy ochrzczonych Świadków Jehowy, zebrania urządzali zainteresowani.
W kwietniu 1992 roku przenieśli się do Albanii misjonarze, absolwenci Szkoły Gilead – Linda i Michael DiGregori, którzy usługiwali wcześniej w Dominikanie. Ponieważ dziadkowie Michaela należeli do pierwszych Albańczyków ochrzczonych w Bostonie w latach 20, znał on w pewnym stopniu język albański. Rozpoczął spotkania z albańskimi głosicielami i stopniowo przekazywał im to co wydarzyło się w czasie, gdy Albania była w izolacji. W 1992 roku w kraju działalność kaznodziejską prowadziło 30 głosicieli, a na uroczystości Wieczerzy Pańskiej zgromadziło się 325 osób, z czego 105 w Tiranie. 22 maja tego samego roku działalność Świadków Jehowy w Albanii została zalegalizowana. Miesiąc później w działalności kaznodziejskiej uczestniczyło 56 osób.
W listopadzie 1992 roku do pomocy przybyło 16 pionierów specjalnych (pełnoczasowych ewangelizatorów) z Włoch oraz czworo pionierów z Grecji. Specjalnie dla nich zorganizowano kurs języka albańskiego. Utworzono też niewielki zespół tłumaczy. Drukowaniem literatury biblijnej i jej wysyłką do Albanii zajęło się włoskie Biuro Oddziału. Pierwszym wydawnictwem przetłumaczonym przez albański zespół była „Strażnica” z 1 marca 1993 roku.
W marcu tego samego roku w zborach zaczęto organizować teokratyczną szkołę służby kaznodziejskiej, a także ukazał się pierwszy albański numer „Naszej Służby Królestwa”. W tym samym miesiącu w Tiranie w gmachu opery na placu Skanderbega zorganizowano pierwsze w kraju zgromadzenie specjalne, w którym uczestniczyli delegaci z Grecji i Włoch. Liczba obecnych na zgromadzeniu wyniosła 585 osób, a 41 osób zgłosiło się do chrztu. Latem zorganizowano zgromadzenie okręgowe pod hasłem „Pouczani przez Boga”, na które przybyło ponad 600 delegatów między innymi z Austrii, Francji, Grecji, Szwajcarii i Włoch. Powołano też Komitet Kraju działający pod nadzorem włoskiego Biuro Oddziału, w którym usługiwali: Nasho Dori, Vito Mastrorosa i Michael DiGregorio. W roku 1993 przekroczono liczbę 100 głosicieli.
Pierwszym nadzorcą podróżującym od początku lat 60. XX wieku, gdy głosicieli odwiedzał Spiro Vruho, został Stefano Anatrelli, który przybył do Albanii w kolejnej grupie pionierów specjalnych z Włoch. W roku 1995 Stefano Anatrelli został członkiem Komitetu Kraju. W roku 1994 przybyła też trzecia grupa pionierów z Włoch, a w Albanii zanotowano liczbę 354 głosicieli. W tym samym roku Albanię odwiedził pierwszy członek Ciała Kierowniczego, Teodor Jaracz, który w Tiranie przemawiał do ponad 600 osób. 12 maja 1996 roku do 1534 osób, zgromadzonych w Tiranie z okazji oddania do użytku biura krajowego przemawiał Milton Henschel z Ciała Kierowniczego. W połowie lat 90. XX wieku Świadkowie Jehowy w wieku poborowym za odmowę pełnienia służby wojskowej odbywali kilkumiesięczne kary więzienia. Zanotowano liczbę 942 głosicieli.
W roku 1997 w wyniku Traziry (albańska rewolucja piramidowa, okres rozruchów, anarchii i buntu społeczeństwa albańskiego, spowodowany przez korupcję i krach tzw. piramid finansowych) większość ze 125 zagranicznych Świadków Jehowy, działających w tym czasie w Albanii – ze względów bezpieczeństwa – udała się do stolicy, a niektórzy powrócili do swych macierzystych krajów. W okresie, gdy wybuchły zamieszki, Komitet Kraju utrzymywał stały kontakt telefoniczny ze zborami w całym kraju. Pomimo godziny policyjnej oraz wielu trudności na uroczystości Wieczerzy Pańskiej w roku 1997 zgromadziły się w Albanii 3154 osoby. Latem, gdy sytuacja w kraju się ustabilizowała, zorganizowano zgromadzenie okręgowe pod hasłem „Wiara w Słowo Boże”. W tym samym roku przekroczono liczbę 1500 głosicieli.
W trakcie wojny w Kosowie udzielono pomocy grupie 22 kosowskich Świadków Jehowy oraz ich dzieci, którzy schronili się w Albanii. W sierpniu 1999 roku wrócili oni do Kosowa, a wraz z nimi skierowano tam również grupę 10 albańskich i włoskich pionierów specjalnych. Na koniec sierpnia 1999 roku zanotowano w Albanii 1805 głosicieli. 
Z okazji kongresów pod hasłem „Wykonawcy słowa Bożego”, 7 lipca 2000 roku ogłoszono wydanie Chrześcijańskich Pism Greckich w Przekładzie Nowego Świata (Nowego Testamentu) w języku albańskim. W tym czasie działalność kaznodziejską prowadziło 2200 głosicieli. W tym samym roku Komitet Kraju przekształcono w Komitet Oddziału, który sprawował nadzór nad działalnością w Albanii i Kosowie. Rodzina Betel liczyła 40 osób.
W sierpniu 2005 roku zorganizowano zgromadzenie okręgowe pod hasłem „Posłuszni Bogu”. Uczestniczyło w nim 4675 delegatów z Albanii i Kosowa i członek Ciała Kierowniczego, David Splane. Ważnym punktem tego zgromadzenia było ogłoszenie pełnego wydania Pisma Świętego w Przekładzie Nowego Świata w języku albańskim. 
3 czerwca 2006 roku odbyła się uroczystość otwarcia nowej siedziby Biura Oddziału, na którą przybyło 350 delegatów z 32 krajów, w tym również dwóch przedstawicieli Ciała Kierowniczego, Teodor Jaracz i Gerrit Lösch. Następnego dnia zorganizowano zgromadzenie na stadionie, z którego skorzystały 5153 osoby. Natomiast w budynku, w którym wcześniej urządzono tirańskie biuro, powstał kompleks Sal Królestwa oraz dom misjonarski dla 14 osób.
Pod koniec roku 2009 i w pierwszej połowie 2010 roku do kraju dotarli kolejni misjonarze, absolwenci 127. i 128. klasy Szkoły Gilead. W 2009 roku w Komitecie Oddziału usługiwali: Artan Duka, Ardian Tutra, Michael DiGregorio, Davide Appignanesi i Stefano Anatrelli. Do tego czasu w kraju odbyły się zajęcia sześciu klas Kursu Usługiwania.
W lipcu 2017 roku delegacja Świadków Jehowy z Albanii uczestniczyła w kongresie specjalnym pod hasłem „Nie poddawaj się!” w Mediolanie, a latem 2019 roku w kongresach międzynarodowych pod hasłem „Miłość nigdy nie zawodzi!” w Atenach i Madrycie. W 2019 roku zanotowano liczbę 5642 głosicieli. W grudniu 2019 roku zorganizowano pomoc humanitarną dla poszkodowanych przez trzęsienie ziemi. 8 grudnia 2019 roku w Asllan Rusi Sports Palace w Tiranie odbyło się specjalne spotkanie, na którym członek Ciała Kierowniczego, Mark Sanderson ogłosił wydanie zrewidowanej wersji Pisma Świętego w Przekładzie Nowego Świata. Z programu skorzystały łącznie 6082 osoby – 3056 w hali w Tiranie oraz 3026 zgromadzonych w 26 Salach Królestwa w Albanii i Kosowie. W latach 2005–2019 wydrukowano 160 956 egzemplarzy „Pisma Świętego w Przekładzie Nowego Świata” w języku albańskim, z którego korzysta ponad 10 tysięcy albańskojęzycznych głosicieli na świecie. W czerwcu 2025 roku w Tiranie odbędzie się kongres specjalny pod hasłem „Prawdziwe wielbienie Boga!” z udziałem zagranicznych delegacji m.in. z Argentyny, Armenii, Bułgarii, Finlandii, Grecji, Kazachstanu, Macedonii Północnej, Stanów Zjednoczonych, Turcji i Włoch.
Działalność ewangelizacyjną wspierają również pionierzy, którzy przybyli z innych krajów.
W 2024 roku w Albanii funkcjonowały 44 Sale Królestwa, w których prowadzono zebrania zborowe w języku albańskim, albańskim migowym, angielskim, romani (dialekcie albańskim) i włoskim.
Biuro Oddziału w Albanii nadzoruje tłumaczenie publikacji biblijnych na język albański i albański język migowy.